# Кришталеві гори (національний парк)
Національний парк Кришталеві гори — один із 13 національних парків Габону. Він розташований у горах Монт-де-Кристал на західному краю плато Воле-Нтем, між Екваторіальною Гвінеєю та річкою Огуе. Складається з 2х частин:парків-близнюків, Національного парку Мбе та Національного парку Гора Сене, які були створені 4 вересня 2002 року на основі їхнього надзвичайно високого біорізноманіття рослин. Гори є частиною колишнього рефугіуму тропічних лісів плейстоцену.
Парк є домом для багатьох видів тварин, таких як слони чи мавпи, а також сотні видів метеликів, деякі з яких є дуже рідкісними, як-от euphaedra brevis, cymothoe або graphium angrier. 

## Зовнішні посилання
- Товариство охорони дикої природи
- Віртуальний тур по національних парках